# Студена (Врање)
Студена је насеље у Пољаници, град Врање у Пчињском округу, на око 7 км северно од центра Власа. Према попису из 2022. било је 38 становника (према попису из 1991. било је 129 становника).

## Опис села
Размештено је са десне стране Студенске реке, око потока Мала долина и Соколица, а између села Мијаковце на истоку, Тумба на северу, Лалинце на западу и Големо Село на југу.
У село се најлакше долази из правца Големог Села, асфалтним путем који води за Вучје, тако што се код места Градиште скрене десно и даље настави сеоским путем. Могуће је доћи и из правца Вучја споменутим путем или да се код превоја Петокрака скрене лево слабијим шумским путем.
Познати извори воде су Бела вода, Бунатовачки кладанац, Шупља бука, кладанац у Ливадама и у Говедарнику.
Село је разбијеног типа, подељено у Горњу и Доњу махалу. У Горњој махали живе Ћосинци, Ждегловци, Бабанајдини и Ристићевци или Деда-Мијајлини, а у Доњој махали Вељковци, Ждегловци, Ћосинци и Бугарци.
Постоје трагови два негдашња села на простору Студене. Једно је било на месту Беле воде, а друго код места званог Срндаће.
Село је већим делом окренуто ка југу, па супротно своме називу нема оштре зиме, за разлику од других села Пољанице, нарочито оних окренутих ка северу. Становници се баве пољопривредом, пре свега ратарством, сточарством и воћарством. У новије време многи сакупљају гљиве и шумско воће, продају огревно дрво и производе ћумур.
Студена припада Месној заједници Големо Село. После Другог светског рата, до 1952. године у селу је радио Месни народни одбор за решавање основних административних потреба становника. Има четворогодишњу основну школу.
Сеоска слава (литије, крсте) је на дан Свети Кузман и Дамјан.

## Демографија
У насељу Студена живи 106 пунолетних становника, а просечна старост становништва износи 49,7 година (46,0 код мушкараца и 53,1 код жена). У насељу има 36 домаћинстава, а просечан број чланова по домаћинству је 3,25.
Ово насеље је у потпуности насељено Србима (према попису из 2002. године), а у последња три пописа, примећен је пад у броју становника.
|  |

| Демографија | Демографија | Демографија |
| Година      | Становника  | Становника  |
| ----------- | ----------- | ----------- |
| 1948.       | 356         |             |
| 1953.       | 382         |             |
| 1961.       | 360         |             |
| 1971.       | 295         |             |
| 1981.       | 216         |             |
| 1991.       | 129         | 127         |
| 2002.       | 117         | 122         |
| 2011.       | 70          |             |

| Етнички састав према попису из 2002.‍ | Етнички састав према попису из 2002.‍ | Етнички састав према попису из 2002.‍ | Етнички састав према попису из 2002.‍ | Етнички састав према попису из 2002.‍ |
| ------------------------------------ | ------------------------------------ | ------------------------------------ | ------------------------------------ | ------------------------------------ |
|                                      |                                      |                                      |                                      |                                      |
| Срби                                 | Срби                                 |                                      | 117                                  | 100,0%                               |
| непознато                            | непознато                            |                                      | 0                                    | 0,0%                                 |

| Година пописа     | 1948. | 1953. | 1961. | 1971. | 1981. | 1991. | 2002. |
| ----------------- | ----- | ----- | ----- | ----- | ----- | ----- | ----- |
| Број домаћинстава | 44    | 52    | 62    | 58    | 49    | 39    | 36    |

| Број чланова      | 1 | 2  | 3 | 4 | 5 | 6 | 7 | 8 | 9 | 10 и више | Просек |
| ----------------- | - | -- | - | - | - | - | - | - | - | --------- | ------ |
| Број домаћинстава | 2 | 14 | 8 | 5 | 2 | 2 | 3 | 0 | 0 | 0         | 3,25   |

| Пол    | Укупно | Неожењен/Неудата | Ожењен/Удата | Удовац/Удовица | Разведен/Разведена | Непознато |
| ------ | ------ | ---------------- | ------------ | -------------- | ------------------ | --------- |
| Мушки  | 49     | 13               | 34           | 2              | 0                  | 0         |
| Женски | 57     | 6                | 35           | 16             | 0                  | 0         |
| УКУПНО | 106    | 19               | 69           | 18             | 0                  | 0         |

| Пол    | Укупно                    | Пољопривреда, лов и шумарство | Рибарство                            | Вађење руде и камена | Прерађивачка индустрија       |
| ------ | ------------------------- | ----------------------------- | ------------------------------------ | -------------------- | ----------------------------- |
| Мушки  | 31                        | 15                            | 0                                    | 0                    | 9                             |
| Женски | 13                        | 5                             | 0                                    | 0                    | 7                             |
| УКУПНО | 44                        | 20                            | 0                                    | 0                    | 16                            |
| Пол    | Производња и снабдевање   | Грађевинарство                | Трговина                             | Хотели и ресторани   | Саобраћај, складиштење и везе |
| Мушки  | 0                         | 4                             | 1                                    | 1                    | 0                             |
| Женски | 0                         | 0                             | 1                                    | 0                    | 0                             |
| УКУПНО | 0                         | 4                             | 2                                    | 1                    | 0                             |
| Пол    | Финансијско посредовање   | Некретнине                    | Државна управа и одбрана             | Образовање           | Здравствени и социјални рад   |
| Мушки  | 0                         | 0                             | 0                                    | 1                    | 0                             |
| Женски | 0                         | 0                             | 0                                    | 0                    | 0                             |
| УКУПНО | 0                         | 0                             | 0                                    | 1                    | 0                             |
| Пол    | Остале услужне активности | Приватна домаћинства          | Екстериторијалне организације и тела | Непознато            | Непознато                     |
| Мушки  | 0                         | 0                             | 0                                    | 0                    | 0                             |
| Женски | 0                         | 0                             | 0                                    | 0                    | 0                             |
| УКУПНО | 0                         | 0                             | 0                                    | 0                    | 0                             |